# Hátsó Szándék
A Hátsó Szándék az 1990-es években indult magyar punkzenekarok egyike volt, egyedi szövegvilág és annak megfogalmazási módja emelte ki az együttest. 1997 és 2004 között működtek.
Melodikus punk és hardcore zenét játszottak elgondolkodtató, érzelmes szövegekkel. Az ezredforduló meghatározó punk rock zenekara volt.

## Története
A Pavlov Kutyái valamint a Pincebogarak nevű formációk keveredéséből jött létre. 1997 őszén változtatták a nevüket Hátsó Szándékra, első koncertjük 1997. november 14-én volt. Ekkor a felállás Andor Márton – basszus, Kuttner Tamás – dob, Kobera Gábor és Pacsay Péter – gitár, Várkonyi Ádám – ének. volt. 1998-ban sok tagcserén mentek át, végül 1999-re kilépett Várkonyi Ádám és Pacsay Péter is, azonban belépett Nagy Gergely a mikrofon mögé, így ismét teljes volt a felállás, igaz, már csak egy gitárral. 1999 februárjában vették fel első demójukat Nincs üzenet címmel, ezen a kazettán még nem teljesen kiforrott a zenekar. Ennek ellenére ezen hallható legismertebb számuk, az Együtt az utcán, ami a punk-skin összetartás kérdését feszegeti.
Következő albumuk az Álmatlanság (2000) már sokkal inkább elment a lelki vonal felé, eltávolodtak a társadalomkritkától, az ezen hallható szövegek megállják a helyüket versekként is. Ezen az albumon még van egy utalás a skinheadekre, de inkább a skinek szétszakadását, mint a punk-skin kérdést jeleníti meg a Skinhead Reggae című számuk. 
Következett az Öt percünk maradt (2002), amiről bátran állítható, hogy a zenekar kiteljesedése. Zárószáma, a Fiatalon nincsen szép halál, akár a zenekarról is szólhatna. Ugyanis ez az utolsó albumuk, 2004 januárjában búcsúkoncerttel köszöntek el rajongóiktól (aminek egyébként az előbb említett szám volt a zárószáma) és letették a hangszereket.

## Szemlélete
A Hátsó Szándék önmagát punk zenekarnak vallotta, azon belül semmilyen vonalhoz nem csatlakoztak. Többen kiáltották ki őket Oi zenekarnak, az Együtt az utcán és a Skinhead Reggae miatt, azonban szerintük ők nem Oi zenekar, mindössze szimpatizálnak a S.H.A.R.P. mozgalommal. Street-punknak is nevezték őket, de oda sem sorolhatók, ahhoz túlságosan igényes és a szövegviláguk sem éppen a street vonalba tartozik, habár egyértelműen szimpatizálnak a streetpunkkal is. „Zenéjük olyan egyveleg, mely streetpunk alapokkal rendelkezik, s ezt megspékelik ska betétekkel, plussz még nyakon öntik egy jó adag dallammal.” Szövegeik nagyon személyes témákat érintenek, s ezek általában enyhén depresszív és melankólikus hangvételűek. A tagoknak nem célja a politizálás, csakis a saját gondolataikat mondják el.

## Utóélete
Kobera Gábor 2009-ig a Something Against You nevű zenekarban játszott, ma a Ninpulators tagja. Kuttner Tamás a Bridge to Solace tagságát erősítette, de nemrég barátságosan szétváltak útjaik. Andor Márton a már feloszlott Red Line Offside-ban játszott, azóta pedig a Pay My Milk! nevű zenekarban zenél.

## Tagok
Utolsó felállás
- Nagy Gergely (Geri) – ének
- Kobera Gábor (Kobi) – gitár
- Andor Márton – basszusgitár
- Kuttner Tamás (Kuti) – dobok

Korábbi tagok
- Pacsay Péter – gitár
- Várkonyi Ádám – ének
- Húber Attila – ének, ritmusgitár